# Chinesische Alchemie
Chinesische Alchemie kommt im Kontext des Daoismus vor. In chinesischen Quellen wird die Alchemie häufig Jindan zhi dao (chinesisch 金丹之道, Pinyin jīndān zhī dào) genannt, „Weg des Goldenen Elixiers“. Der Begriff  Elixier bezieht sich auf das Lebenselixier oder Elixier der Unsterblichkeit. Chinesische Alchemie wird in modernen Forschungen unterteilt in Waidan und Neidan. Waidan (外丹,  wàidān – „äußerer Zinnober, äußeres Elixier“) bezeichnet die chinesische Alchemie in ihrer äußeren Form, im Gegensatz zu Neidan (内丹,  nèidān – „innerer Zinnober, inneres Elixier“), der inneren Alchemie. Die beiden Begriffe entwickelten sich jedoch im Neidan selbst, der damit zunächst bestimmte Stufen der Praxis der Alchemie bezeichnete.

## Waidan
Der Schwerpunkt des Waidan ist die Herstellung eines Elixiers der Unsterblichkeit aus Mineralien, Metallen oder Pflanzen. Waidan umfasst eine große Fülle an unterschiedlichen Doktrinen und Praktiken.
Waidan hat seine Ursprünge in der Han-Zeit und seine Blüte in der Tang-Zeit. Danach ging Waidan allmählich unter und existierte ab der Ming-Zeit nicht mehr.
Im Daozang sind ungefähr hundert Texte zur äußeren Alchemie erhalten. In diesen Schriften bezieht sich das frühe Waidan auf Götter, Dämonen, Zeremonien und die Götter betreffende Rituale, während das spätere Waidan, ab der Zeit der Sechs Dynastien, sich auf kosmologische Ursprünge und Funktionen bezog, die dazu dienten den ursprünglichen Daseinszustand zu erreichen. Die spätere Form des Waidan trug wesentlich zur Entwicklung des Neidan bei.
Diesbezüglich gibt es zwei Hauptlinien des Waidan, das frühere Taiqing und die spätere Santongqi-Tradition (Wei Boyang). Taiqing hat sich ab dem dritten Jahrhundert in der Region Jiangnan entwickelt, so dass aus dieser Region lokale exorzistische und rituelle Praktiken eingeflossen sind. Zur Zeit der Entstehung des Shangqing wurde in Jiangnan auch das Zhouyi Santongqi verwendet, welches sich dann zur Zeit der Sechs Dynastien stark verbreitete und ab der Tang-Zeit als Hauptschrift des Waidan und Neidan zirkulierte. Die frühe Taiqing-Tradition bezieht ihre Lehren und Praktiken hauptsächlich auf Rituale, während das Santongqi kosmologisch angelegt ist. Um das Verhältnis des Dao zum Kosmos zu beschreiben, verwendet es kosmologische, astronomische und alchemistische Symbole.

## Neidan

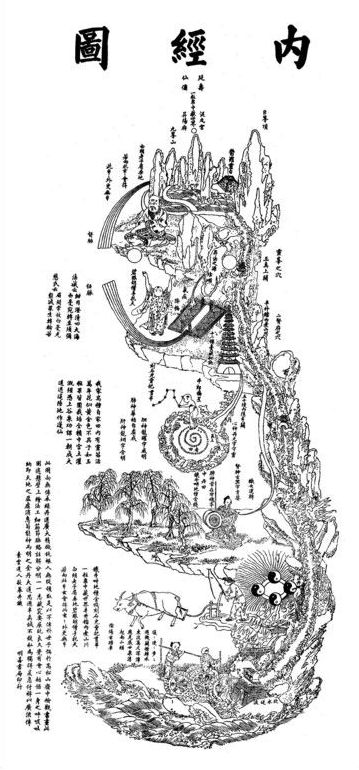
Nèi Jīng Tú – Die „Karte der Inneren Landschaft“ dient den Adepten des Neidan als Orientierung

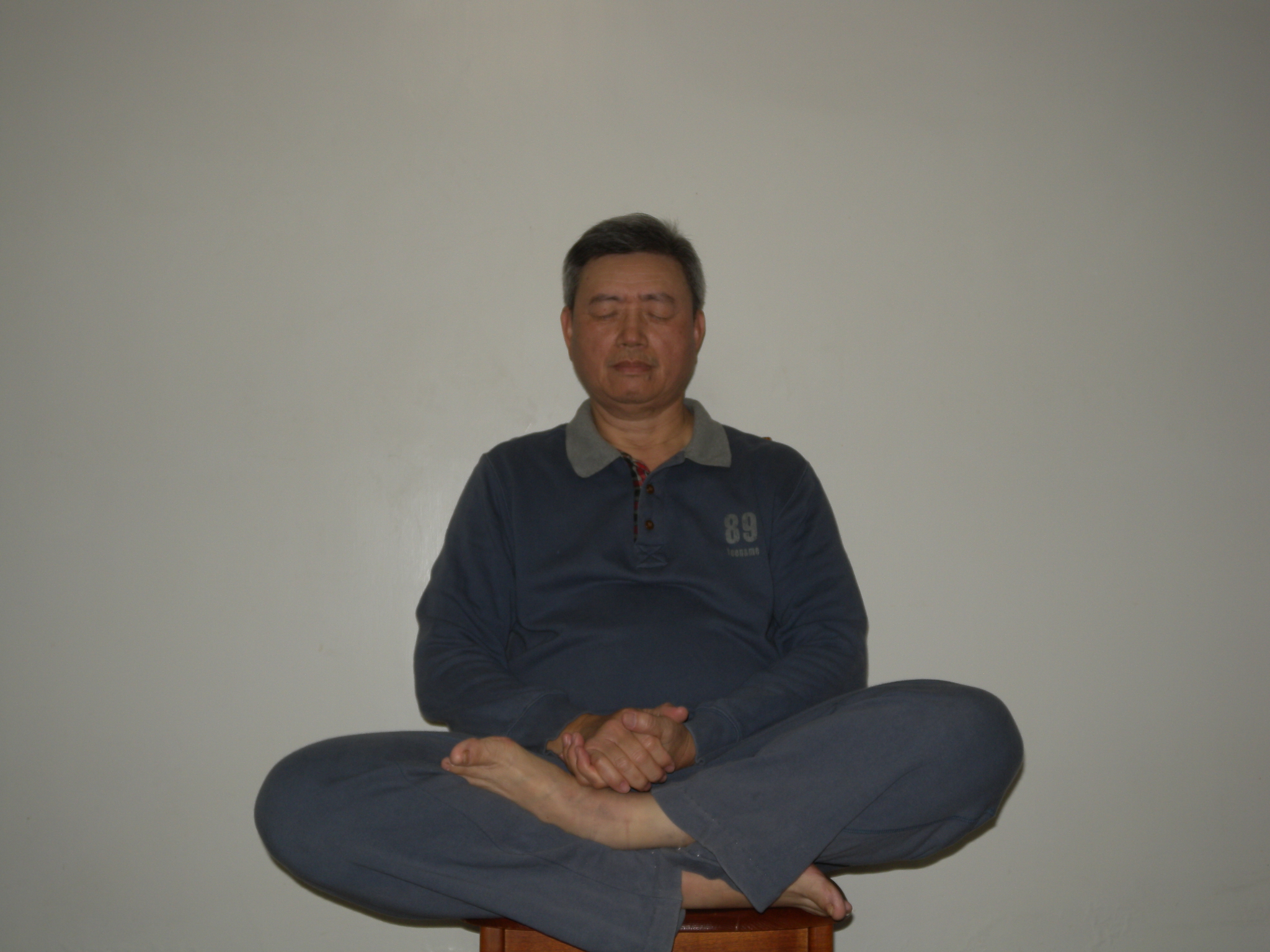
Neidan-Übung

Neidan (内丹,  nèidān) ist eine daoistische Schule der Inneren Alchemie, die während der Song- und Yuan-Dynastie in China entstand. Im Gegensatz zur äußeren Alchemie (外丹,  wàidān) strebt die innere Alchemie nicht die Herstellung eines Stoffes im Labor an, sondern es handelt sich um eine Erleuchtungstechnik, die zur daoistischen Mystik gehört. Neidan ist eine Methode der Ordnung von innerem und äußerem Dasein und beinhaltet Techniken der existentiellen und intellektuellen Integration.
Ein Charakteristikum des Neidan ist es, dass aus dem Buddhismus spekulative Elemente übernommen wurden, z. B. Gong'ans (Koan) und Spekulationen über Leere (Wu, 無 / 无,  wú) und Dasein (You, 有,  yǒu), das Yijing eine große Rolle spielt, dessen Symbole als stilisierte und abstrakte Formen grundlegender Wahrheiten angesehen werden, und Bezug genommen wird auf den Konfuzianismus und konfuzianisches Schrifttum. Es stellt einen Versuch dar, eine Synthese der Drei Lehren (Konfuzianismus, Daoismus und Buddhismus) vorzunehmen.
Die Neidan-Texte weisen verschiedene Merkmale auf:
- Sie stellen Techniken der geistigen und physischen Schulung dar.
- Sie beziehen unterschiedliche daoistische Strömungen ein wie Atemübungen, Visualisierungen aus dem Shangqing oder alchemistische Techniken.
- Sie verwenden systematisch die Trigramme und Hexagramme des Yijing.
- Sie verweisen auf chemische Techniken, die in ihnen eine metaphorische und symbolische Bedeutung haben.

Die ersten Texte, die sich sicher der Strömung des Neidan zuordnen lassen, gehen auf das 8. bis 9. Jahrhundert zurück. Viele Texte beziehen sich auf die Schriften Wei Boyangs, eines legendären Unsterblichen, der im 2. Jahrhundert gelebt haben soll und der das Santong Qi und das Guwen Longhu, Texte, die sich nicht sicher datieren lassen, verfasst haben soll. Ab dem 12. Jahrhundert entstanden Schulen des Neidan, deren eine Quanzhen (全真道) ist, die Schule der vollständigen Wahrheit, die durch Wang Zhe gegründet wurde und die bis heute in China fortbesteht. Diese Schule hatte im 12. und 13. Jahrhundert auch Einfluss am chinesischen Kaiserhof und war in der Gebildetenschicht sehr populär, bis sie durch den Buddhismus in ihrem Einfluss verdrängt wurde.
Die innere Alchemie hat das Ziel, zur Geburt eines neuen Menschen, des kosmischen oder heiligen Embryos (Shengtai), zu führen, und den Geist über die Welt zu erheben. Eine zentrale Vorstellung des Neidan stellt das Yuanjing dar, die „ursprüngliche Essenz“. Ihre Symbole und Techniken sind hochkomplex und stellen eine geistige Neuordnung des Individuums dar, die sich vereinfachend so darstellen lassen, dass der Adept vom uranfänglichen Chaos ausgeht, Koordinaten und Eingrenzungen erschafft, diese in Schwingungen und Dynamik versetzt, sie zusammenfügt und ineinanderflicht, um sie im Zentrum zu vereinen und zu verschmelzen, so dass Instanzen erzeugt werden, die immer reiner werden. Diese Vorgänge werden so lange wiederholt, bis der Adept die reine Leere erreicht hat, die das Dao ist. Von den Techniken des Qigong unterscheidet sich Neidan dadurch, dass es den Schwerpunkt auf geistige Techniken legt und die physischen Übungen, wie Qigong, welche in heutigen Klöstern ebenfalls praktiziert werden, nur vorbereitende Stufen sind.
Die Schule des Quanzhen betont, dass das Ziel nicht die physische Unsterblichkeit ist, wie in den früheren Schulen des Daoismus (z. B. der Himmelsmeister oder des Shangqing), sondern dass es um rein innerliche Prozesse geht, die den Geist über die Welt setzen. Die Quanzhen-Schule stellte die erste Schule des Daoismus dar, die nach Vorbild des Chan-Buddhismus Klöster errichtete und strenge Regeln des Zölibats, der Enthaltsamkeit von Alkohol, Fleisch, Begierden, Zorn und Reichtümern einführte.
Auf Taiwan gibt es noch einige Klöster des Quanzhen, und in der Volksrepublik China werden mittlerweile Klöster wiederaufgebaut und bewohnt.
Ein berühmter Vertreter der Schule der inneren Alchemie war Zhang Boduan, die berühmteste Vertreterin war Sun Bu’er.